# Puchar Świata w narciarstwie dowolnym 1985/1986
Puchar Świata w narciarstwie dowolnym 1985/1986 rozpoczął się 10 grudnia 1985 we francuskim Tignes, a zakończył 9 marca 1986 w norweskim Voss. Była to siódma edycja Pucharu Świata w narciarstwie dowolnym. Puchar Świata rozegrany został w 7 krajach i 8 miastach na 2 kontynentach. Najwięcej zawodów odbyło się w Stanach Zjednoczonych po 8 dla mężczyzn i kobiet.
Obrońcą Pucharu Świata wśród mężczyzn był Kanadyjczyk Alain LaRoche, a wśród kobiet Szwajcarka Conny Kissling. W tym sezonie wśród mężczyzn triumfował Francuz Éric Laboureix, a Conny Kissling obroniła tytuł wywalczony w poprzednim sezonie. Dla Kissling był to czwarty tytuł z rzędu.

## Konkurencje
- AE = skoki akrobatyczne
- MO = jazda po muldach
- BA = balet narciarski
- KB = kombinacja

## Mężczyźni

### Kalendarz i wyniki
| Lp                                                          | Data             | Miejsce      | Konkurencja | Zwycięzca         | 2. miejsce        | 3. miejsce        |
| 1.                                                          | 10 grudnia 1985  | Tignes       | BA          | Brak danych       | Lane Spina        | Richard Peirce    |
| 2.                                                          | 12 grudnia 1985  | Tignes       | MO          | Steve Desovich    | Bruno Bertrand    | Philippe Deiber   |
| 3.                                                          | 13 grudnia 1985  | Tignes       | AE          | Lloyd Langlois    | Yves LaRoche      | Jean-Marc Bacquin |
| 4.                                                          | 13 grudnia 1985  | Tignes       | KB          | Éric Laboureix    | Alain LaRoche     | Murray Cluff      |
| 5.                                                          | 17 grudnia 1985  | Zermatt      | BA          | Brak danych       | Lane Spina        | Éric Laboureix    |
| 6.                                                          | 10 stycznia 1986 | Mont Gabriel | BA          | Brak danych       | Brak danych       | Richard Peirce    |
| 7.                                                          | 11 stycznia 1986 | Mont Gabriel | MO          | Steve Desovich    | Éric Berthon      | Martti Kellokumpu |
| 8.                                                          | 12 stycznia 1986 | Mont Gabriel | AE          | Yves LaRoche      | Thomas Überall    | Didier Méda       |
| 9.                                                          | 12 stycznia 1986 | Mont Gabriel | KB          | John Witt         | Chris Simboli     | Éric Laboureix    |
| 10.                                                         | 17 stycznia 1986 | Lake Placid  | MO          | Martti Kellokumpu | Henrik Oskarsson  | Petsch Moser      |
| 11.                                                         | 18 stycznia 1986 | Lake Placid  | AE          | Lloyd Langlois    | Yves LaRoche      | Didier Méda       |
| 12.                                                         | 19 stycznia 1986 | Lake Placid  | AE          | Lloyd Langlois    | Yves LaRoche      | Chris Simboli     |
| 13.                                                         | 23 stycznia 1986 | Breckenridge | BA          | Brak danych       | Lane Spina        | Seth Goldsmith    |
| 14.                                                         | 23 stycznia 1986 | Breckenridge | KB          | Alain LaRoche     | Éric Laboureix    | John Witt         |
| 15.                                                         | 24 stycznia 1986 | Breckenridge | BA          | Brak danych       | Lane Spina        | Dave Walker       |
| 16.                                                         | 25 stycznia 1986 | Breckenridge | MO          | Steve Desovich    | Philippe Deiber   | Chuck Martin      |
| 17.                                                         | 25 stycznia 1986 | Breckenridge | KB          | Chuck Martin      | John Witt         | Éric Laboureix    |
| 1. Mistrzostwa Świata w Narciarstwie Dowolnym 1986 – Tignes |                  |              |             |                   |                   |                   |
| 18.                                                         | 15 lutego 1986   | Mariazell    | AE          | Yves LaRoche      | Thomas Überall    | Lloyd Langlois    |
| 19.                                                         | 16 lutego 1986   | Mariazell    | AE          | Yves LaRoche      | Jean-Marc Bacquin | Thomas Überall    |
| 20.                                                         | 28 lutego 1986   | Oberjoch     | BA          | Brak danych       | Brak danych       | Seth Goldsmith    |
| 21.                                                         | 1 marca 1986     | Oberjoch     | MO          | Henrik Oskarsson  | Steve Desovich    | Éric Berthon      |
| 22.                                                         | 2 marca 1986     | Oberjoch     | AE          | Lloyd Langlois    | Yves LaRoche      | Jean-Marc Bacquin |
| 23.                                                         | 2 marca 1986     | Oberjoch     | KB          | Éric Laboureix    | Chris Simboli     | Alain LaRoche     |
| 24.                                                         | 7 marca 1986     | Voss         | MO          | Martti Kellokumpu | Steve Desovich    | Henrik Oskarsson  |
| 25.                                                         | 8 marca 1986     | Voss         | BA          | Lane Spina        | Brak danych       | Seth Goldsmith    |
| 26.                                                         | 9 marca 1986     | Voss         | AE          | Yves LaRoche      | Lloyd Langlois    | Jean-Marc Bacquin |
| 27.                                                         | 9 marca 1986     | Voss         | KB          | Chris Simboli     | Éric Laboureix    | John Witt         |

### Klasyfikacje
| Lp. | Zawodnik           | Punkty |
| --- | ------------------ | ------ |
| 1.  | Éric Laboureix     | 60     |
| 2.  | Chris Simboli      | 54     |
| 3.  | John Witt          | 51     |
| 4.  | Alain LaRoche      | 50     |
| 5.  | Chuck Martin       | 43     |
| 6.  | Murray Cluff       | 38     |
| 7.  | Robin Wallace      | 33     |
| 7.  | Richard Peirce     | 33     |
| 9.  | Steve Desovich     | 25     |
| 9.  | Yves LaRoche       | 25     |
| 9.  | Hermann Reitberger | 25     |

| Lp. | Zawodnik          | Punkty |
| --- | ----------------- | ------ |
| 1.  | Yves LaRoche      | 148    |
| 2.  | Lloyd Langlois    | 147    |
| 3.  | Jean-Marc Bacquin | 137    |
| 4.  | Thomas Überall    | 132    |
| 5.  | Didier Méda       | 128    |
| 6.  | Alain LaRoche     | 127    |
| 7.  | Chris Simboli     | 126    |
| 8.  | Éric Laboureix    | 111    |
| 9.  | Bruno Künzli      | 94     |
| 10. | Alexander Stögner | 91     |

| Lp. | Zawodnik          | Punkty |
| --- | ----------------- | ------ |
| 1.  | Steve Desovich    | 99     |
| 2.  | Martti Kellokumpu | 95     |
| 3.  | Henrik Oskarsson  | 93     |
| 4.  | Éric Berthon      | 85     |
| 5.  | Philippe Deiber   | 84     |
| 5.  | Nelson Carmichael | 84     |
| 7.  | John Witt         | 81     |
| 8.  | Bernard Brandt    | 77     |
| 8.  | Chuck Martin      | 77     |
| 10. | Lasse Fahlén      | 73     |

| Lp. | Zawodnik           | Punkty |
| --- | ------------------ | ------ |
| 1.  | Hermann Reitberger | 125    |
| 2.  | Lane Spina         | 121    |
| 3.  | Georg Fürmeier     | 113    |
| 4.  | Seth Goldsmith     | 108    |
| 5.  | Dave Walker        | 103    |
| 6.  | Éric Laboureix     | 102    |
| 7.  | Richard Peirce     | 99     |
| 8.  | Richard Schabl     | 94     |
| 9.  | Peter Malknecht    | 83     |
| 10. | Tim Anderson       | 80     |

| Lp. | Zawodnik           | Punkty |
| --- | ------------------ | ------ |
| 1.  | Éric Laboureix     | 58     |
| 2.  | Chris Simboli      | 55     |
| 2.  | John Witt          | 55     |
| 4.  | Alain LaRoche      | 54     |
| 5.  | Murray Cluff       | 46     |
| 5.  | Chuck Martin       | 46     |
| 7.  | Robin Wallace      | 34     |
| 8.  | Richard Peirce     | 31     |
| 9.  | Michael Whealey    | 28     |
| 10. | Hans Engelsen Eide | 27     |

## Kobiety

### Kalendarz i wyniki
| Lp                                                          | Data             | Miejsce      | Konkurencja | Zwycięzca         | 2. miejsce        | 3. miejsce        |
| 1.                                                          | 10 grudnia 1985  | Tignes       | BA          | Lucie Barma       | Conny Kissling    | Christine Rossi   |
| 2.                                                          | 12 grudnia 1985  | Tignes       | MO          | LeeLee Morrison   | Hayley Wolff      | Mary-Jo Tiampo    |
| 3.                                                          | 13 grudnia 1985  | Tignes       | AE          | Andrea Amann      | Meredith Gardner  | Anna Fraser       |
| 4.                                                          | 13 grudnia 1985  | Tignes       | KB          | Meredith Gardner  | Silvia Marciandi  | Conny Kissling    |
| 5.                                                          | 17 grudnia 1985  | Zermatt      | BA          | Jan Bucher        | Lucie Barma       | Ellen Breen       |
| 6.                                                          | 10 stycznia 1986 | Mont Gabriel | BA          | Jan Bucher        | Christine Rossi   | Conny Kissling    |
| 7.                                                          | 11 stycznia 1986 | Mont Gabriel | MO          | Mary-Jo Tiampo    | Catherine Frarier | Renee Svardsjoe   |
| 8.                                                          | 12 stycznia 1986 | Mont Gabriel | AE          | Susanna Antonsson | Carin Hernskog    | Meredith Gardner  |
| 9.                                                          | 12 stycznia 1986 | Mont Gabriel | KB          | Conny Kissling    | Meredith Gardner  | Anna Fraser       |
| 10.                                                         | 17 stycznia 1986 | Lake Placid  | MO          | Catherine Frarier | Conny Kissling    | Hilary Engish     |
| 11.                                                         | 18 stycznia 1986 | Lake Placid  | AE          | Anna Fraser       | Carin Hernskog    | Susanna Antonsson |
| 12.                                                         | 19 stycznia 1986 | Lake Placid  | AE          | Carin Hernskog    | Maria Quintana    | Anna Fraser       |
| 13.                                                         | 23 stycznia 1986 | Breckenridge | BA          | Jan Bucher        | Christine Rossi   | Ellen Breen       |
| 14.                                                         | 23 stycznia 1986 | Breckenridge | KB          | Conny Kissling    | Anna Fraser       | Meredith Gardner  |
| 15.                                                         | 24 stycznia 1986 | Breckenridge | BA          | Jan Bucher        | Ellen Breen       | Christine Rossi   |
| 16.                                                         | 25 stycznia 1986 | Breckenridge | MO          | Catherine Frarier | Hayley Wolff      | Silvia Marciandi  |
| 17.                                                         | 25 stycznia 1986 | Breckenridge | KB          | Conny Kissling    | Anna Fraser       | Silvia Marciandi  |
| 1. Mistrzostwa Świata w Narciarstwie Dowolnym 1986 – Tignes |                  |              |             |                   |                   |                   |
| 18.                                                         | 15 lutego 1986   | Mariazell    | AE          | Anna Fraser       | Meredith Gardner  | Catherine Lombard |
| 19.                                                         | 16 lutego 1986   | Mariazell    | AE          | Anna Fraser       | Carin Hernskog    | Susanna Antonsson |
| 20.                                                         | 28 lutego 1986   | Oberjoch     | BA          | Jan Bucher        | Christine Rossi   | Conny Kissling    |
| 21.                                                         | 1 marca 1986     | Oberjoch     | MO          | Mary-Jo Tiampo    | Catherine Frarier | Silvia Marciandi  |
| 22.                                                         | 2 marca 1986     | Oberjoch     | AE          | Meredith Gardner  | Carin Hernskog    | Susanna Antonsson |
| 23.                                                         | 2 marca 1986     | Oberjoch     | KB          | Conny Kissling    | Meredith Gardner  | Anna Fraser       |
| 24.                                                         | 7 marca 1986     | Voss         | MO          | Mary-Jo Tiampo    | LeeLee Morrison   | Liz McIntyre      |
| 25.                                                         | 8 marca 1986     | Voss         | BA          | Jan Bucher        | Christine Rossi   | Conny Kissling    |
| 26.                                                         | 9 marca 1986     | Voss         | AE          | Anna Fraser       | Carin Hernskog    | Susanna Antonsson |
| 27.                                                         | 9 marca 1986     | Voss         | KB          | Conny Kissling    | Anna Fraser       | Silvia Marciandi  |

### Klasyfikacje
| Lp. | Zawodniczka          | Punkty |
| --- | -------------------- | ------ |
| 1.  | Conny Kissling       | 34     |
| 2.  | Anna Fraser          | 25     |
| 3.  | Meredith Gardner     | 24     |
| 4.  | Silvia Marciandi     | 17     |
| 5.  | Stine Lise Hattestad | 13     |
| 6.  | Jan Bucher           | 12     |
| 6.  | Mary-Jo Tiampo       | 12     |
| 6.  | Catherine Frarier    | 12     |
| 9.  | Carin Hernskog       | 11     |
| 9.  | Melanie Palenik      | 11     |
| 9.  | Christine Rossi      | 11     |

| Lp. | Zawodniczka       | Punkty |
| --- | ----------------- | ------ |
| 1.  | Anna Fraser       | 68     |
| 2.  | Carin Hernskog    | 67     |
| 3.  | Meredith Gardner  | 62     |
| 4.  | Susanna Antonsson | 61     |
| 5.  | Maria Quintana    | 45     |
| 6.  | Conny Kissling    | 42     |
| 7.  | Dorene Bourque    | 37     |
| 8.  | Jilly Curry       | 28     |
| 9.  | Brigitte de Roche | 23     |
| 10. | Melanie Palenik   | 22     |

| Lp. | Zawodniczka          | Punkty |
| --- | -------------------- | ------ |
| 1.  | Mary-Jo Tiampo       | 46     |
| 1.  | Catherine Frarier    | 46     |
| 3.  | Conny Kissling       | 38     |
| 4.  | Hayley Wolff         | 37     |
| 4.  | Silvia Marciandi     | 37     |
| 6.  | LeeLee Morrison      | 34     |
| 7.  | Stine Lise Hattestad | 29     |
| 7.  | Liz McIntyre         | 29     |
| 9.  | Hilary Engish        | 28     |
| 10. | Renee Svardsjoe      | 14     |

| Lp. | Zawodniczka          | Punkty |
| --- | -------------------- | ------ |
| 1.  | Jan Bucher           | 60     |
| 2.  | Christine Rossi      | 54     |
| 3.  | Conny Kissling       | 50     |
| 3.  | Lucie Barma          | 50     |
| 5.  | Ellen Breen          | 48     |
| 6.  | Anna Fraser          | 30     |
| 7.  | Stine Lise Hattestad | 27     |
| 8.  | Meredith Gardner     | 26     |
| 9.  | Martien Nouwen       | 24     |
| 10. | Lotta Ström          | 20     |

| Lp. | Zawodniczka       | Punkty |
| --- | ----------------- | ------ |
| 1.  | Conny Kissling    | 32     |
| 2.  | Meredith Gardner  | 28     |
| 3.  | Anna Fraser       | 27     |
| 4.  | Silvia Marciandi  | 24     |
| 5.  | Brigitte de Roche | 15     |
| 6.  | Melanie Palenik   | 14     |
| 7.  | Jilly Curry       | 7      |
| 8.  | Nancy Wankling    | 4      |